# Llibertat econòmica
La llibertat econòmica és la llibertat per produir, comerciar i consumir qualsevol bé o servei adquirit sense l'ús de la força, frau o robatori. La llibertat econòmica encarnada a l'estat de dret, els drets de propietat i la llibertat contractual, i caracteritzada per l'obertura interna i externa dels mercats, la protecció dels drets de propietat i la llibertat d'iniciativa econòmica. Actualment, el concepte s'utilitza i s'associa amb el sistema de mercat lliure.
Els índexs de llibertat econòmica assagen de mesurar la llibertat econòmic, i els estudis empírics basats en alguns d'aquests rànquings han demostrat que estan correlacionats amb el creixement econòmic i la reducció de la pobresa.